# 普拉奈
普拉奈（法語：Planay，法語發音：[planɛ]）是法国萨瓦省的一个市镇，属于阿尔贝维尔区。

## 地理
普拉奈（45°25'23"N, 6°41'55"E）面积22.41 平方千米，位于法国奥弗涅-罗讷-阿尔卑斯大区萨瓦省，该省份为法国东部省份，历史上为薩伏依的一部分，北起上萨瓦省，西接伊泽尔省和安省，南部和东部与上阿尔卑斯省和意大利接壤。
与普拉奈接壤的市镇（或旧市镇、城区）包括：博泽勒、瓦努瓦斯地区尚帕尼、普拉洛尼昂-拉瓦努瓦斯、库尔舍韦勒。

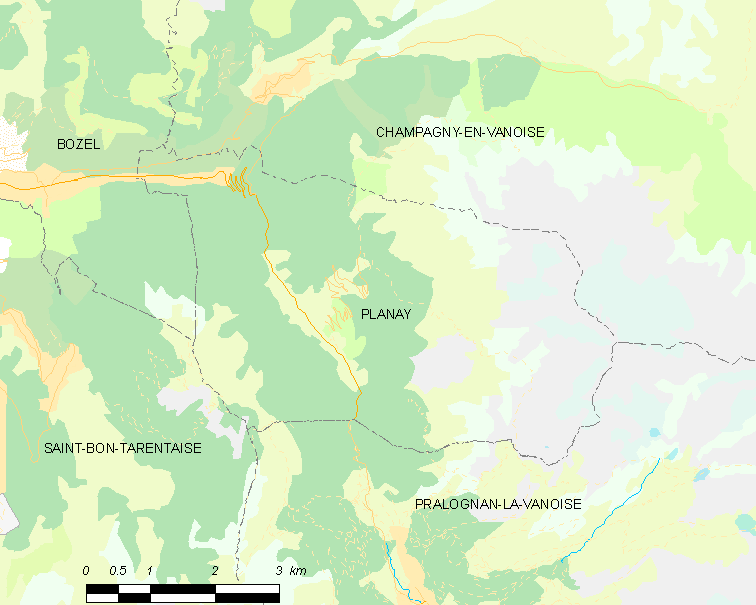
普拉奈的OSM定位图

普拉奈的时区为UTC+01:00、UTC+02:00（夏令时）。

## 行政
普拉奈的邮政编码为73350，INSEE市镇编码为73201。

## 政治
普拉奈所属的省级选区为穆捷县。

## 人口

1962-2008年间普拉奈人口变化图示

普拉奈于2022年1月1日时的人口数量为441人。